# Le Fay
Le Fay ist eine französische Gemeinde im Département Saône-et-Loire in der Region Bourgogne-Franche-Comté. Sie gehört zum Arrondissement Louhans und zum Kanton Louhans. Der Ort hat 621 Einwohner (Stand 1. Januar 2022), sie werden scherzhaft als Les Saqués bezeichnet.

## Geografie

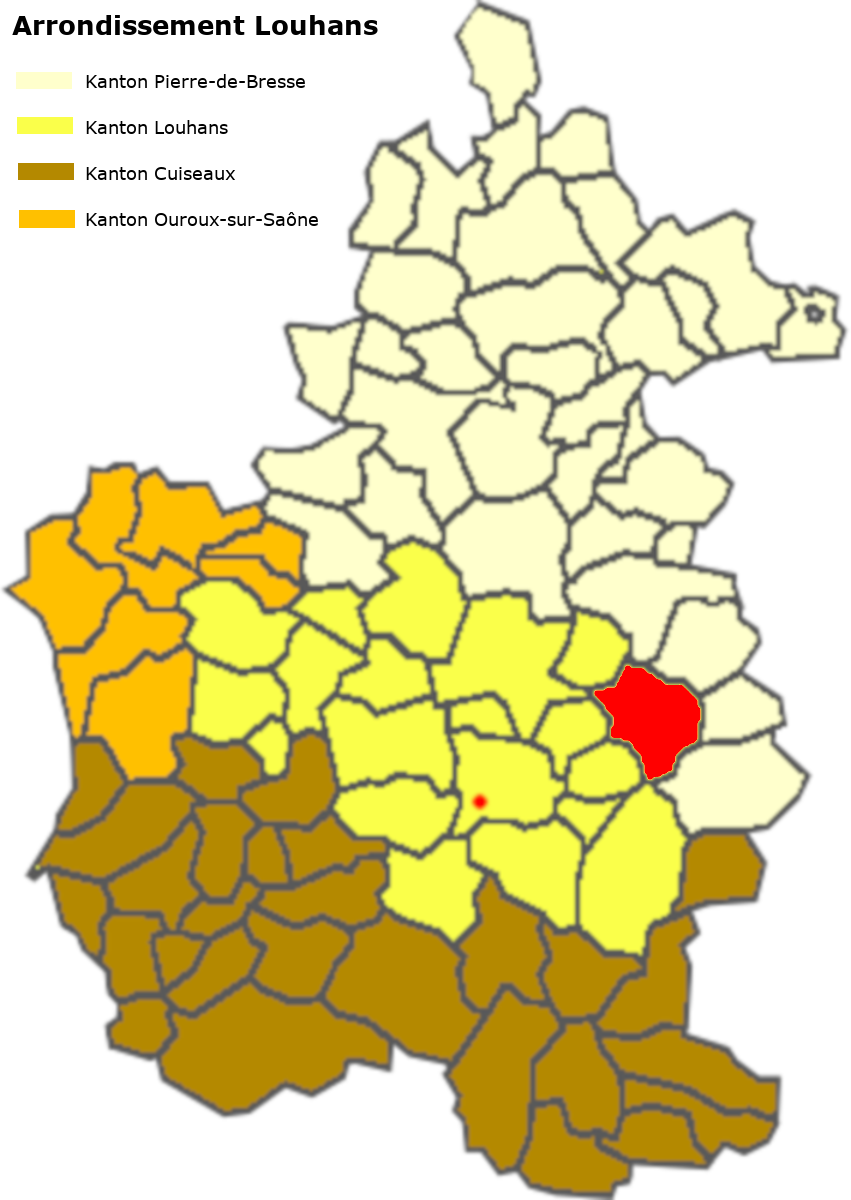
Lage der Gemeinde im Arrondissement Louhans

Die Gemeinde liegt in der Landschaft Bresse, im Osten des Arrondissements Louhans. Das südliche Gemeindegebiet wird von der Departementsstraße D 678 in ost-westlicher Richtung durchzogen, sie bildet die Verbindung zwischen Louhans und Lons-le-Saunier und geht schon auf die Römerstraße zurück. Der Bourg selber liegt allerdings an der Departementsstraße D170, die nach Saillenard führt. Auf dem Gemeindegebiet befinden sich zahlreiche Étangs, die durch den Ruisseau de l’Étang du Villard im Nordwesten, den Ruisseau de l’Étang des Claies im Süden und Osten und schließlich den zentralen Bief de Crépot nach Südwesten in die Seille entwässert werden. Im Norden der Gemeinde entspringt zudem La Boissine, die nach Norden entwässert und erst nach einem großen Bogen die Seille erreicht. Die Gemeinde weist nur wenige und kleine Waldflächen auf. Zur Gemeinde gehören folgende Weiler und Fluren: les Blancs, Bois-Millot,le  Bois-Oudot, Bois-Saint-Maurice, Bois-Sire, les Bonots, les Boucherets, les Buissons, Chaligny, Champ-du-Vernay, les Charrières, Chichevière, les Clayes, les Courlart, Crépot, la Dombe, les Enrageois, les Folliets, Gênes, les Genots, le Grand-Molambief, les Grués, la Guillotière, le Haut-du-Fay, Maître-Camp, la Montbertière, le Montceau, le Petit-Molambief, le Pontot, le Pont-Rouge, les Prudents, la Rippe, les Ruesses, Seillère, les Villerots.

### Klima
Das Klima in Le Fay ist warm und gemäßigt. Es gibt das ganze Jahr über deutliche Niederschläge, selbst der trockenste Monat weist noch hohe Niederschlagsmengen auf. Die Klassifikation des Klimas nach Köppen und Geiger ist Cfb ((Gemäßigtes) Ozeanklima). Die Temperatur liegt im Jahresdurchschnitt bei 12,1 °C. Der wärmste Monat ist der Juli mit einer Durchschnittstemperatur von 21,2 °C, der kälteste der Januar mit 3,4 °C. Über ein Jahr verteilt summieren sich die Niederschläge auf 1061 mm, dabei ist der November mit 117 mm der niederschlagsreichste, während Juli als trockenster Monat 72 mm aufweist. Über das ganze Jahr werden etwa 2764 Sonnenstunden gezählt.
|                        | Jan | Feb | Mär  | Apr  | Mai  | Jun  | Jul  | Aug  | Sep  | Okt  | Nov  | Dez |   |      |
| Mittl. Temperatur (°C) | 3,4 | 4,0 | 7,6  | 11,3 | 15,1 | 19,3 | 21,2 | 20,8 | 17,1 | 13,0 | 7,5  | 4,2 | ⌀ | 12,1 |
| Mittl. Tagesmax. (°C)  | 6,3 | 7,7 | 12,1 | 15,9 | 19,5 | 23,9 | 25,3 | 25,6 | 21,5 | 17,0 | 10,6 | 7,0 | ⌀ | 16,1 |
| Mittl. Tagesmin. (°C)  | 0,7 | 0,7 | 3,3  | 6,5  | 10,4 | 14,3 | 16,3 | 16,0 | 12,6 | 9,3  | 4,5  | 1,6 | ⌀ | 8,1  |
|                        |     |     |      |      |      |      |      |      |      |      |      |     |   |      |
| Niederschlag (mm)      | 98  | 83  | 80   | 90   | 93   | 77   | 72   | 73   | 67   | 104  | 117  | 107 | Σ | 1061 |

| 0,7 |

| 0,7 |

| 3,3 |

| 6,5 |

| 10,4 |

| 14,3 |

| 16,3 |

| 16,0 |

| 12,6 |

| 9,3 |

| 4,5 |

| 1,6 |

| 0,7 |

| 0,7 |

| 3,3 |

| 6,5 |

| 10,4 |

| 14,3 |

| 16,3 |

| 16,0 |

| 12,6 |

| 9,3 |

| 4,5 |

| 1,6 |

## Toponymie
Courtépée erwähnt den Ort als A Fago (lat: bei der Buche), deren Vorkommen wohl namensgebend sein dürfte. Le Fay wird bereits 1190 in den Urkundenbüchern von Baume-les-Messieurs erwähnt.

## Geschichte
Le Fay wird 1075 erstmals urkundlich erwähnt, im Zusammenhang mit einem Hugo de Fay, Mitte des 14. Jahrhunderts wird Jean du Fay in der Abtei von Le Miroir beerdigt. Durch die Heirat von Marguerite du Fay, seiner einzigen Tochter, mit Philippe Bouton gelangt die Herrschaft 1358 in deren Besitz. Jean Bouton stiftete die Kapelle von Le Fay und wurde 1436 dort begraben. Er war, wie viele seiner Vorfahren, Kastellan von Sagy. Das wurde auch sein Sohn Jacques, Vater von Émart Bouton, der seinerseits Berater und Kammerherr von Herzog Philipp dem Guten und Karl dem Kühnen, später von König Louis XI. le prudent wurde.
Das Schloss von Fay, das Sitz der Boutons und anderer Adliger war, hatte elf Türme und war stark befestigt. Man erzählt sich, es habe ein Gang vom Schloss zur Kapelle bestanden. Dazu hätte es Oublietten (von französisch: oublier = vergessen) gehabt, also Kerkerräume, in denen die lebenslang Verurteilten vergessen wurden. Es seien auch Brunnen und Löcher im Keller vorhanden gewesen, in denen man sich Ungeliebter unbemerkt entledigen konnte. Das Schloss war bereits zu Zeiten von Courtépée zerstört. Hingegen erwähnt er, das Gemeindegebiet sei außerordentlich waldreich gewesen, es hätten vier Mühlen bestanden und bei der Trockenlegung des Étang des Claies seien 1760 die Reste einer Römerstraße entdeckt worden, die offensichtlich von Châteaurenaud über Savigny-en-Revermont nach Montmorot führte.
Die Kirche ist dem Heiligen Christophorus geweiht und stammt aus dem Jahr 1525, sie wurde 1864 mit Seitenkapellen und Chor ergänzt.

### Die Herren von Le Fay
Le Fay war ein Lehen der Herren von Sainte-Croix-en-Bresse, die ihrerseits Vasallen der Herzöge von Burgund waren. 
Die Herrschaft ging als Afterlehen an eine Familie, die sich nach dem Ort benannte, du Fay. Ein Jean du Fay wurde Mitte 14. Jahrhundert im Kloster le Miroir beigesetzt. 1358 heiratete Marguerite du Fay, seine einzige Tochter Philippes Bouton, Herr von Le Fay. Die Herrschaft blieb im Besitz der du Fay bis 1603, als der letzte männliche Nachkomme starb, Jean-Baptiste Bouton. Seine Schwester Dorothée beerbte ihn und brachte ihre Güter im selben Jahr in die Ehe mit Alexandre de Saint-Maurice, Herr von Montbarrey.
Die Herrschaft ging an ihren Sohn, Éleonore de Saint Maurice, verheiratet mit Claudine-Hélène de la Chambre. Die Witwe von Éleonore verpachtete die Herrschaften, le Fay für jährlich 1450 Livres und sechs fette Kapaune, Savigny für 4000 Livres.
1633 übernahm ihr Sohn, Claude-Jacques de Saint Maurice de Montbarrey das Lehen. Er heiratete Charlotte de Watteville. 1680 wurde ein Nachkomme, Claude-Charles-Philippe de Saint-Maurice de Montbarrey Comte de Savigny, Baron du Fay, während sein Bruder, Jean-Paul-Philippe de Saint-Maurice Graf von Bosjean wurde.
Ihm folgte der Sohn Claude-François-Éleonor de Saint-Maurice, Ritter, Graf von Montbarrey und Savigny, Baron du Fay, Ruffey-sur-l'Ognon, Choisey, Beaurepaire zum Teil. Schließlich folgte der letzte Herr du Fay, Alexandre-Marie-Éléonor de Saint-Maurice, Maréchal de camp, Kriegsminister unter Ludwig XVI. und Reichsfürst von Montbarrey.
Mit der Französischen Revolution 1789 wurden die Vorrechte des Adels abgeschafft, sie behielten lediglich noch ihre Titel.
Im Gebiet von Le Fay bestanden noch weitere Lehen:
- Le Grand-Molambief und le Petit-Molambief: gehörte im 16. Jahrhundert dem Herrn von L’Aubépin, im 17. Jahrhundert war ein Claude de Montmoret Lehensnehmer und später folgte der Marquis de Beaurepaire.
- Maitre-Camp
- La Montbertière

### Heraldik
Die Gemeinde verwendet das Wappen, das auf die Familie Bouton zurückgeht. Angehörige eines Zweiges der Familie, die Bouton de Fay, waren vom 14. bis 18. Jahrhundert die Herren von Le Fay. Anscheinend ist die Familie ausgestorben, so dass die Gemeinde das Wappen verwenden darf. Blasonierung: In Rot ein goldener Balken. Im Übrigen ist das Wappen dasselbe wie dasjenige der Gemeinde Varennes-Saint-Sauveur.

## Bevölkerung
| Le Fay: Einwohnerzahlen von 1793 bis 2020 | Le Fay: Einwohnerzahlen von 1793 bis 2020 | Le Fay: Einwohnerzahlen von 1793 bis 2020 | Le Fay: Einwohnerzahlen von 1793 bis 2020 | Le Fay: Einwohnerzahlen von 1793 bis 2020 |
| --- | ----------------------------------------- | ----------------------------------------- | ----------------------------------------- | ----------------------------------------- |
| Jahr |                                           |                                           |                                           | Einwohner                                 |
| 1793 | 1793                                      |                                           | 1.296                                     | 1.296                                     |
| 1800 | 1800                                      |                                           | 1.170                                     | 1.170                                     |
| 1806 | 1806                                      |                                           | 1.461                                     | 1.461                                     |
| 1821 | 1821                                      |                                           | 1.546                                     | 1.546                                     |
| 1831 | 1831                                      |                                           | 1.667                                     | 1.667                                     |
| 1836 | 1836                                      |                                           | 1.579                                     | 1.579                                     |
| 1841 | 1841                                      |                                           | 1.522                                     | 1.522                                     |
| 1846 | 1846                                      |                                           | 1.521                                     | 1.521                                     |
| 1851 | 1851                                      |                                           | 1.487                                     | 1.487                                     |
| 1856 | 1856                                      |                                           | 1.393                                     | 1.393                                     |
| 1861 | 1861                                      |                                           | 1.337                                     | 1.337                                     |
| 1866 | 1866                                      |                                           | 1.329                                     | 1.329                                     |
| 1872 | 1872                                      |                                           | 1.300                                     | 1.300                                     |
| 1876 | 1876                                      |                                           | 1.272                                     | 1.272                                     |
| 1881 | 1881                                      |                                           | 1.283                                     | 1.283                                     |
| 1886 | 1886                                      |                                           | 1.263                                     | 1.263                                     |
| 1891 | 1891                                      |                                           | 1.243                                     | 1.243                                     |
| 1896 | 1896                                      |                                           | 1.264                                     | 1.264                                     |
| 1901 | 1901                                      |                                           | 1.214                                     | 1.214                                     |
| 1906 | 1906                                      |                                           | 1.235                                     | 1.235                                     |
| 1911 | 1911                                      |                                           | 1.277                                     | 1.277                                     |
| 1921 | 1921                                      |                                           | 1.161                                     | 1.161                                     |
| 1926 | 1926                                      |                                           | 1.188                                     | 1.188                                     |
| 1931 | 1931                                      |                                           | 1.134                                     | 1.134                                     |
| 1936 | 1936                                      |                                           | 1.077                                     | 1.077                                     |
| 1946 | 1946                                      |                                           | 1.027                                     | 1.027                                     |
| 1954 | 1954                                      |                                           | 944                                       | 944                                       |
| 1962 | 1962                                      |                                           | 826                                       | 826                                       |
| 1968 | 1968                                      |                                           | 725                                       | 725                                       |
| 1975 | 1975                                      |                                           | 624                                       | 624                                       |
| 1982 | 1982                                      |                                           | 575                                       | 575                                       |
| 1990 | 1990                                      |                                           | 552                                       | 552                                       |
| 1999 | 1999                                      |                                           | 541                                       | 541                                       |
| 2009 | 2009                                      |                                           | 612                                       | 612                                       |
| 2014 | 2014                                      |                                           | 640                                       | 640                                       |
| 2020 | 2020                                      |                                           | 629                                       | 629                                       |
| Quelle(n): EHESS/Cassini bis 2006, ab 2009 INSEE Anmerkung(en): • Ab 1962 offizielle Zahlen ohne Einwohner mit Zweitwohnsitz • Höchste Einwohnerzahl 1831 mit 1667, tiefste Einwohnerzahl 1999 mit 541 (32,5 % vom Maximum) |                                           |                                           |                                           |                                           |

| Bevölkerungsstruktur | Anzahl Einwohner | männlich | weiblich | davon Ausländer | Anteil % |
| -------------------- | ---------------- | -------- | -------- | --------------- | -------- |
|                      | 625              | 331      | 294      | 16              | 2,6      |

| Männer | Alterstufe | Frauen |
| ------ | ---------- | ------ |
| 3      | 90 + älter | 4      |
| 23     | 75–89      | 24     |
| 87     | 60–74      | 71     |
| 81     | 45–59      | 74     |
| 43     | 30–44      | 49     |
| 40     | 15–29      | 35     |
| 53     | 0–14       | 37     |

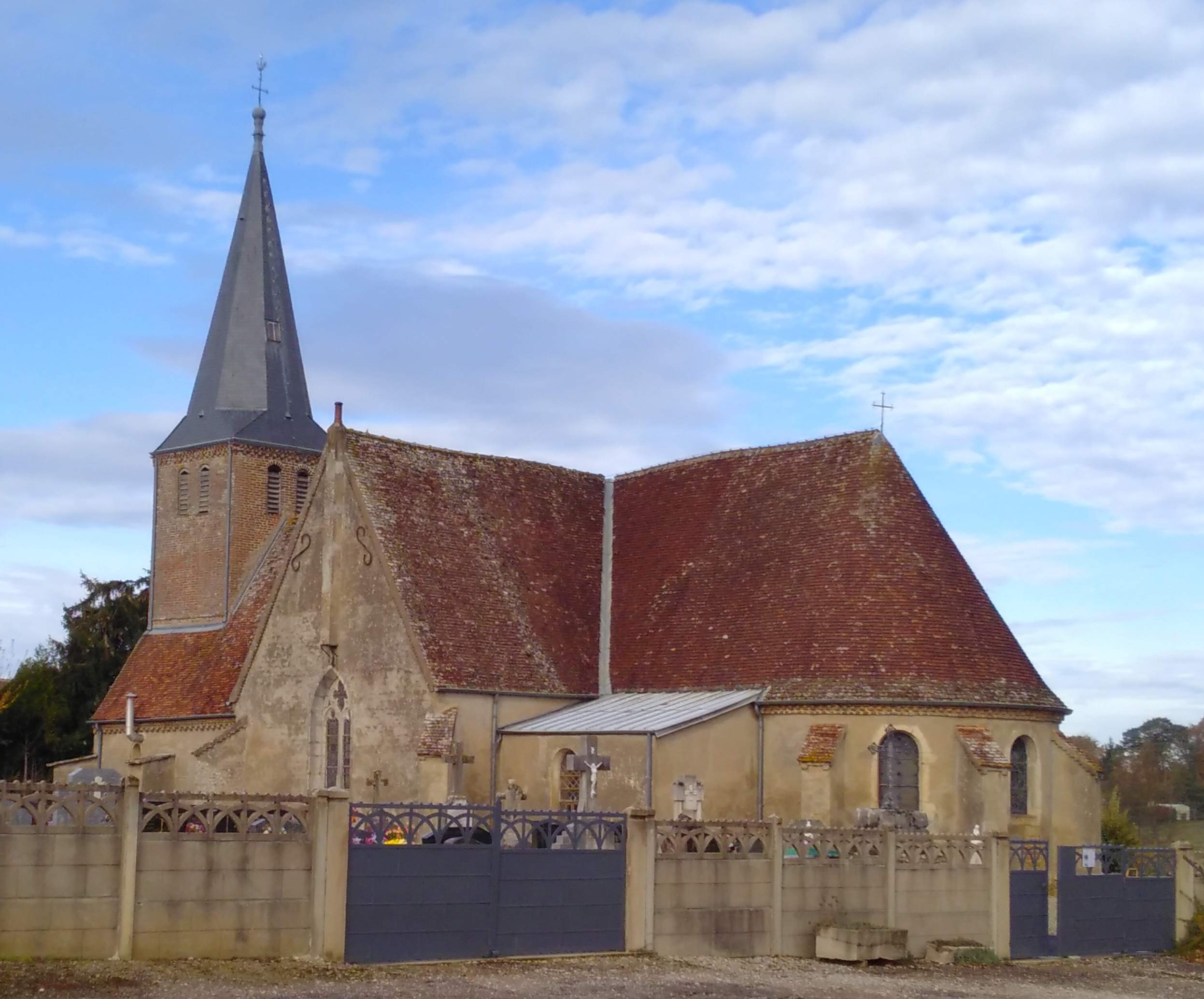
Kirche Saint-Christophe in Le Fay

Die Bevölkerungsstruktur zwischen Männern und Frauen weist einen Überhang zugunsten der Männer auf, die 53 % der Bevölkerung ausmachen, wobei 41 % der Bevölkerung jünger als 45 Jahre sind. Demgegenüber sind 34 % der Einwohner älter als 60 Jahre und damit im Rentenalter.
| Wohnstruktur               | Anzahl Wohneinheiten | davon Häuser | Wohnungen | sonstige |
| -------------------------- | -------------------- | ------------ | --------- | -------- |
|                            | 400                  | 379          | 18        | 3        |
| davon Hauptwohnsitz        | 302                  |              |           |          |
| Zweit- oder Ferienwohnsitz | 67                   |              |           |          |
| vakant                     | 31                   |              |           |          |

## Wirtschaft und Infrastruktur

### Unternehmen, Betriebe, Ladengeschäfte und Einrichtungen
In der Gemeinde befinden sich nebst Mairie und Kirche folgende Unternehmen nach Branchen:
| Branche                                                           | Anzahl Betriebe |
| ----------------------------------------------------------------- | --------------- |
| Industrie und verarbeitendes Gewerbe                              | 4               |
| Baugewerbe                                                        | 3               |
| Groß- und Einzelhandel, Verkehr, Beherbergung und Gastronomie     | 10              |
| Information und Kommunikation                                     |                 |
| Finanz- und Versicherungsdienstleistungen                         |                 |
| Grundstücks- und Wohnungswesen                                    | 5               |
| Freiberufliche, wissenschaftliche und technische Dienstleistungen | 3               |
| Öffentliche Verwaltung, Unterricht, Gesundheits- und Sozialwesen  |                 |
| Sonstige Dienstleistungen                                         | 1               |
| Land- und Forstwirtschaftsbetriebe                                | 12              |

In der Gemeinde befinden sich eine Bäckerei und eine Metzgerei, ein Coiffeursalon, eine Schreinerei/Zimmerei und ein Installateurgeschäft. Im Ort befinden sich zudem ein Tennis- und ein Pétanqueplatz, ein Mehrzwecksaal, eine Post, ein Restaurant und eine Gîte. Mit den Gütern des täglichen Bedarfs versorgen sich die Einwohner in Saillenard oder in Savigny-en-Revermont.

### Geschützte Produkte in der Gemeinde
Als AOC-Produkte sind in Le Fay Crème et beurre de Bresse, ferner Volaille de Bresse und Dinde de Bresse zugelassen.

### Bildungseinrichtungen
In der Gemeinde besteht eine École primaire (École maternelle und École élémentaire), die der Académie de Dijon untersteht und von 46 Kindern besucht wird. Für die Schule gilt der Ferienplan der Zone A.